# Bowmanville
Bowmanville è un centro abitato  del Canada, situato in Ontario ed appartenente alla Municipalità Regionale di Durham. Vi si trova il Mosport Park, circuito automobilistico dove negli anni 1960 e 1970 venne disputato varie volte il Gran Premio del Canada.